# 胡士托音樂節

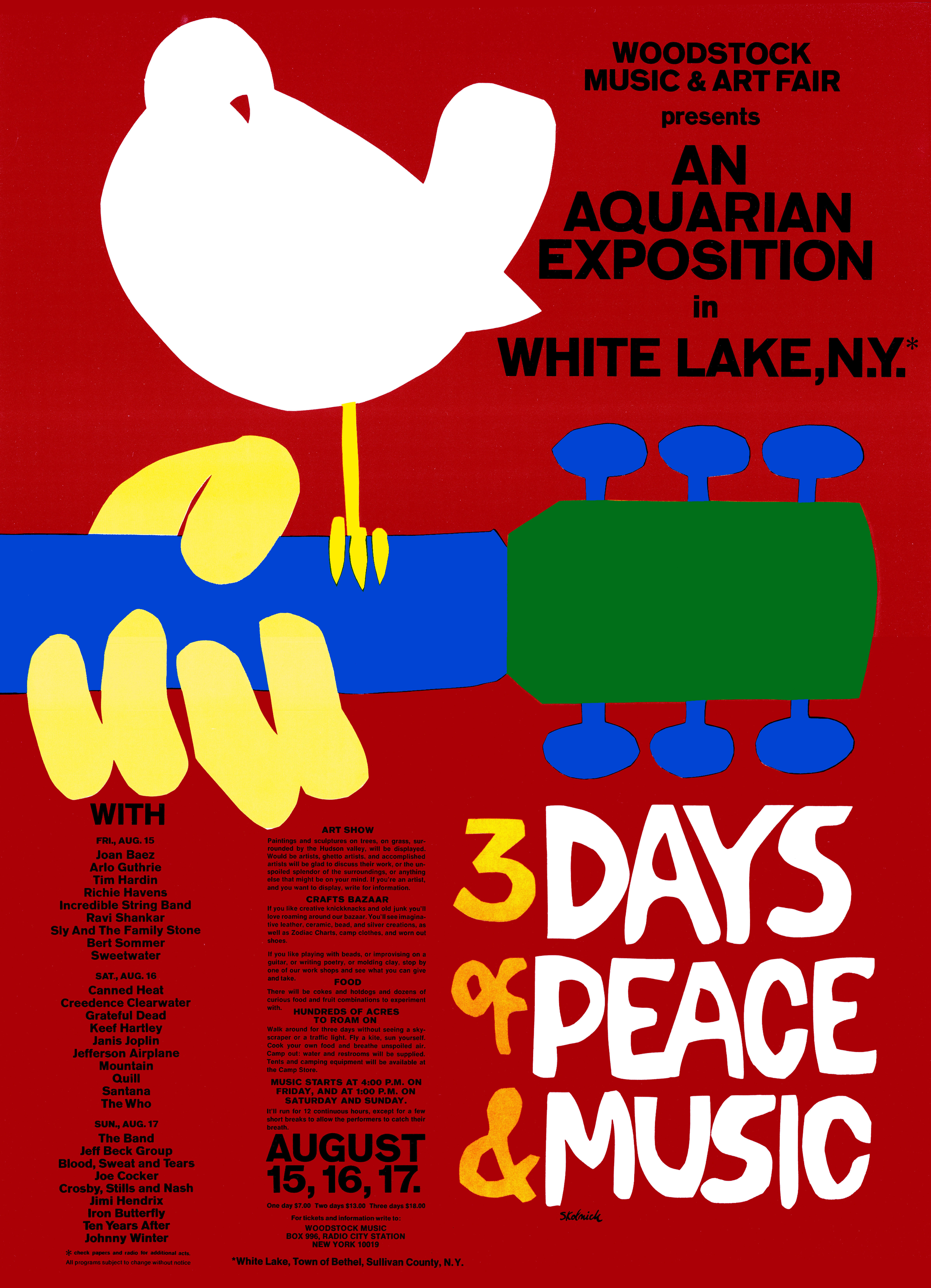
音乐节海报

胡士托音樂藝術節（Woodstock Music & Art Fair），常簡稱胡士托音樂節（The Woodstock Festival）或胡士托（The Woodstock）。是一個吸引了400,000人次的音樂節，預計三天但因雨延長到四天。舉辦在美國紐約的牧場，原定1969年8月15日到8月17日，但因延長到8月18日。
在一開始的海報上，本來標名為「水瓶座博覽會：三天的和平與音樂」。
舉辦地點：紐約伯利恆鎮白湖村附近，卡茲奇山上麥克斯‧耶斯格（Max Yasgur） 2.4平方公里大的牧場。伯利恆鎮位於蘇利文縣中的伯利恆鎮在隸屬於阿爾斯特縣的胡士托鎮西南方69公里處。
在這個偶有陣雨的周末，32場的演出吸引了400,000人次的觀賞。它被廣泛認為是流行音樂史上非常重要的事件。Rolling Stone雜誌稱它是50個搖滾樂史上重要轉捩點的其中之一。
這場盛會的紀錄片於1970年發行，同時發行了原聲帶。Joni Mitchell一首叫作伍茲塔克的歌就是為了這場盛會而寫的，而由David Crosby、Stephen Stills、Graham Nash、Neil Young四人組成的Crosby, Stills, Nash & Young樂團也在這場盛會後聲名大噪。

## 計畫與準備
胡士托起始於麥可‧蘭（Michael Lang）、約翰‧羅柏茲（John Roberts）、喬爾‧羅斯曼（Joel Rosenman）和亞提‧克恩菲爾德（Artie Kornfeld）四個人。羅柏茲和羅斯曼是金主；蘭則在前一年有舉辦邁阿密流行音樂節的經驗，兩天的盛會吸引了25,000人的參與。
一開始，羅柏茲和羅斯曼在紐約時報和華爾街日報打廣告：「握有充裕資金的年輕人，尋找有趣、合法的投資機會和商業提案」。蘭和克爾菲爾德注意到了這個廣告，四個人隨後便聚集討論。
四人的原始構想是在伍茲塔克鎮搭一個攝影棚，舉辦一個休閒性的活動；但想法隨後馬上擴展成戶外的音樂與藝術節，不過此時所設想的還只是小規模的活動，打算邀請一些當地的大明星像是鲍勃·迪伦和乐队合唱团。接著四個人的想法開始分歧：羅柏茲認為這個新型態的活動要冒相當大的風險，而蘭則認為這個新潮的、休閒的活動會帶來商機和更多的合作夥伴。在許多的未知下，羅柏茲和羅斯曼一直考慮要撤回資金還是繼續投資。
1969年四月，超級新星清水乐队第一個簽下了合約，報酬是10,000美金。不過隨著更多比清水樂團更大咖樂團的加入，創辦人們因為上台順序編排的問題感到困擾。清水樂團的鼓手道格‧克里福事後宣稱：「當清水樂團一簽約，其他人就一擁而上，也包括那些巨星。」被排在凌晨三點，而且沒有被收入在紀錄片中，清水樂團的成員後來都對當時的安排不太滿意。
伍茲塔克本來作為一個營利投資事業，最有名的就是在數十萬計的遊客湧入後，變成一場「免費演唱會」。原來的售票是一張18元美金，或三天24元美金（相當於2014年的120元和150元）。只有紐約一些特定的唱片行有賣票，或者要透過曼哈頓中城的無線電音樂城（一家大型的娛樂中心）的郵購信箱郵購。票預售了186,000張，而創辦人們認為約會有200,000人次的遊客。

### 候選地點

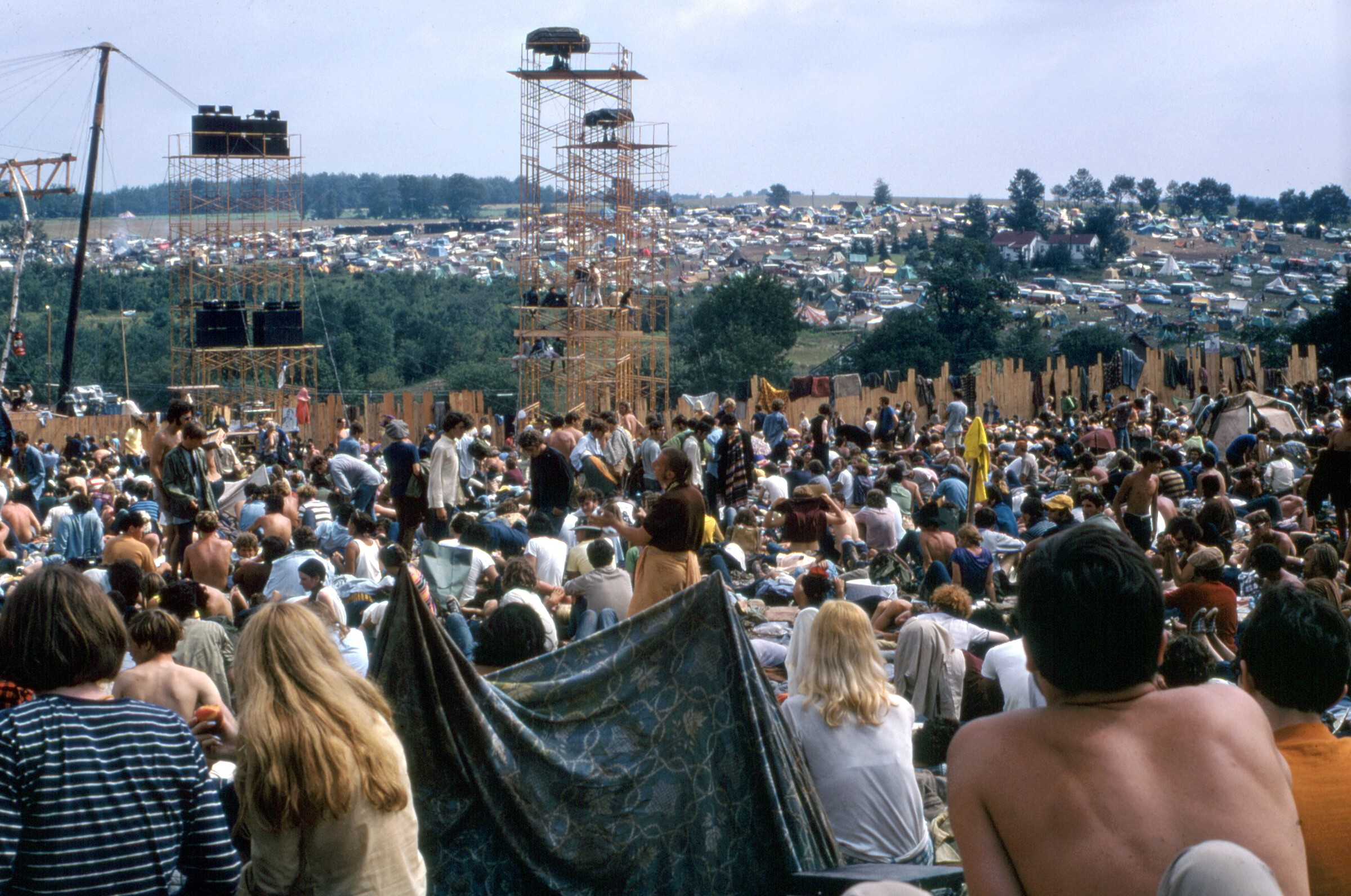
当年的舞台和人们 1969.

演唱會本來要辦在紐約沃基爾鎮中1.2平方公里大的磨坊工業公園，組織也已經在1969年的春天以10,000元租下了該場地。他們本來向鎮公所保證遊客不會超過50,000人，不過隨後居民們還是拒絕了這個提案。七月初的時候，鎮委員會訂定了法規，規定超過5,000人以上的集會都要經過批准。7月15日，沃基爾鎮委員會上訴禁止了這場表演，原因是流動廁所預定擺放的位置不符合鎮上的規矩。幸運的是，禁止的消息傳開以後，也意外地替這場盛會打了廣告。
根據艾略特‧提伯（Elliot Tiber）2007年的著作胡士托風波（Taking Woodstock），提伯提供了他61,000平方公尺的旅館用地供使用。他宣稱是他引薦了麥克斯的牧場。不過蘭則表示，提伯只和他介紹了一個地產業務員，是該業務員再介紹邁克斯的牧場，麥克斯的兒子山姆‧耶斯格（Sam Yasgur）也比較同意這個說法。耶斯格的牧場是天然的盆地，斜坡滑向菲爾賓尼池（Filippini Pond）的北邊。舞台建立在盆地的底部，以菲爾賓尼池當背景。該池塘在三天內成為裸泳的好地點。
創辦人再次向伯利恆鎮公所表示該表演不會超過50,000人。
由於居民的抗議，居民立起了聲明標制「拒買牛奶，阻止麥克斯的嬉皮音樂節」。雖然伯利恆鎮的律師佛萊迪克‧W‧V‧史哲（Frederick W. V.）和建築督察員當勞‧克拉克（Donald Clark）准許了這次的活動，但鎮委員會拒絕將該提案進入正式程序，並指示克拉克去做出停建指示。。

### 免費演唱會
最後的突發狀況（換場地）使得創辦人來不及準備妥當。在活動三天前的會議裡，創辦人覺得只有兩個選擇：一是搭起圍籬，並請保全來管制因搭起圍籬而可能產生的暴動；二是將所有資源投注在完成舞台，而這個選擇將會使組織面臨經濟問題。比預期更早到來的遊客群幫他們做了決定──他們在演唱會的前一天將圍籬全部清除。

## 音樂節
參加音樂節的人潮湧入了鄉鎮，造成了嚴重的交通堵塞。雖然人群將混亂帶到了鎮上，不過伯利恆鎮倒是也一直沒有實行他們的公權力。遠在曼哈頓的電台WNEW-FM和其他電視報導都以交通問題勸導大家不要動身前往音樂節；阿爾洛。古希（Arlo Guthrie）當時聲稱紐約州的高速公路都因此強迫關閉了（這則聲稱也被收入在紀錄片中），伍茲塔克博物館的主任也說這種事情從來沒發生過。更嚴重的是，偶陣雨使得路面變得泥濘難行，附近沒有設施能夠維持衛生和提供基本的需求，數萬名遊客得面對惡劣的天氣、缺乏食物和糟糕的衛生環境。
8月17日的早上，紐約州長尼爾森‧洛克菲勒（Nelson Rockefeller）打電話給約翰‧羅柏茲，並說他在考慮出動10,000名紐約州國家警衛隊到音樂節，還好羅伯茲成功勸阻了洛克斐勒。不過蘇利文縣還是進入了警戒狀態。
Jimi Hendrix是音樂節最後一個表演者。由於星期日下雨造成的順延，一直到星期一早上的8點30分他才得以上台。三天裡，聽眾人數估計最多到40萬人，到Hendrix上台時剩下約3到4萬人，其中許多人都是為了臨走前一瞥Jimi Hendrix的風采。Hendrix和他的樂團表演了兩個小時，其中他們重新詮釋、迷幻版的美國國歌就約佔了表演時間的四分之三（接著表演Purple Haze）。這首歌被收入在紀錄片中，而且被視為六零年代的時代精神之一。Hendrix表演這首歌的時候，身穿藍珠飾的白色流蘇皮革夾克、戴著紅色頭巾的畫面，也被視為六零年代的代表意象。
雖然整個音樂節都是在近乎和平的狀態下進行，不過還是有兩起死亡事故：一起是由於海洛因過量，另一起則是牽引機碾過了睡倒在牧草地的遊客。也有兩個小孩在音樂節中出生（一個由於交通直接在車上出生，另一個則被直升機送到醫院），四個流產。紀錄片中，口頭證實了兩起死亡（原因皆同上）和至少一個小孩的出生，當然這些事件也造成了一些後續的麻煩。
契合於六零年代人們的理想，伍茲塔克是讓最多參與者滿足的一場盛會。融合了音樂的質和人潮的量，還有像一些波希米亞的穿著等意象，以及人們的行為、態度，都使得這場盛會成為二十世紀最被人津津樂道的事件之一。
在這場演唱會後，場地的擁有人麥克斯‧耶斯格，認為這是一次愛與和平（Love & Peace）的成功。當他談到當一個場地同時湧入四十萬人時，他說這很可能會引起災難、暴動、搶劫或其他悲慘的結局，然而這四十萬人卻只是在這三天內享受音樂、享受和平。他說「當我們加入這四十萬人，我們可以把美國現今遇到的問題和逆境，都變成光明的希望和和平的未來……」

### 音響設備
負責演唱會音響設備的是比爾‧漢利（Bill Hanley），他的技術革新使他得到了頗負音響工業名望的帕耐利獎（Parnelli Award）。對於這場演唱會，他表示「一切都運行得很順利」。「我在山坡上組了一種特別的柱型音響（Speaker Column），並在山坡上架起了21公尺高的平台，再在平台上架了16列（Array）的擴音音響（Loudspeakers）。我們的設計本來是因應預計15到20萬的聽眾。當然，後來來了50萬人。」不斷由水路運來的，Altec Lansing科技設計的4 x 15”的音箱，每一個都要大約半噸，高1.8、深1.2、寬0.91公尺。而每一個以上的音箱都再接了4個15吋JBL公司的D140擴音音響。高頻音響是由4x2單體或2x10單體的Altec公司的號角型音響（Horns）組成。在舞台後面我們用了三個變壓器，提供2,000安培的電流。之後的許多年，這個系統常被稱作「伍茲塔克（音響）組」。

### 表演者
三十二組表演者，橫跨四天的表演：
| 表演者         | 時間                                | 附註                                                                                                 |
| -------------- | ----------------------------------- | --- |
| 瑞奇·海文斯    | 下午5點7分－下午5點30分             | 由於甜水樂團在路上被警察攔查，而其他表演者塞在高速公路上的情況下，海文斯被移至開幕表演。             |
| 薩奇丹南達閣下 | 下午6點－下午6點15分                | 音樂節的開場致詞和祈願。                                                                             |
| 甜水樂團       | 下午6點15分－晚上7點                | |
| 伯特·索默爾    | 晚上7點15分－晚上7點45分            | 在翻唱了賽門與葛芬柯的〈America〉後，他獲得了音樂節觀眾的首次起立鼓掌。                              |
| 提姆·哈定      | 晚上8點30分－下午9點15分 （有爭議） | |
| 拉維·香卡      | 午夜12點－午夜12點45分              | 在雨中表演。                                                                                         |
| 梅蘭妮         | 凌晨1點－凌晨1點30分                | 由於驚奇弦樂團拒絕在雨中表演，梅蘭妮在沒安排表演的情況下被送上台演出，之後又被叫回來唱了兩首安可曲。 |
| 阿洛·蓋瑟瑞    | 凌晨1點45分－凌晨2點15分            | |
| 瓊·拜亞        | 凌晨3點－凌晨3點45分                | 當時她懷孕六個月，丈夫David在监狱，她是当晚的压轴表演。                                              |

| 表演者                          | 時間                               | 附註                                                                                                 |
| ------------------------------- | ---------------------------------- | --- |
| 鵝毛筆                          | 中午12點15分－下午1點              | |
| 鄉村老喬·麥克唐納               | 下午1點20分－下午1點30分（有爭議） | 因為山塔那合唱團還沒準備好上台，於是喬參加了計劃外的緊急個人表演。喬本人隔天也和他的魚樂團一起表演。 |
| 山塔那合唱團                    | 下午2點－下午2點45分               | 樂團的20歲鼓手麥可·施里夫是整個音樂節最年輕的樂手。                                                  |
| 約翰·塞巴斯蒂安                 | 下午3點30分－下午3點55分（有爭議） | 塞巴斯蒂安原本只是來參加音樂節當觀眾而已，但由於其他表演者尚未抵達而被發起人們找來表演。             |
| 基夫·赫特利樂團                 | 下午4點45分－下午5點30分           | |
| 驚奇弦樂團                      | 下午6點－下午6點30分               | 原定於第一天在拉維·香卡之後演出，但拒絕在雨中表演，並移至第二天演出。                                |
| 罐裝熱力                        | 晚上7點30分－晚上8點30分           | |
| 山巒合唱團                      | 晚上9點－晚上10點                  | 這次演出還只是山巒合唱團的第三場表演而已。                                                           |
| 感恩至死                        | 晚上10點30分－午夜12點5分          | 以50分鐘版的〈Turn On Your Love Light〉結束表演。                                                    |
| 清水樂團                        | 午夜12點30分－凌晨1點20分          | |
| 珍妮絲·賈普林與柯茲米克藍調樂團 | 凌晨2點－凌晨3點                   | |
| 史萊和史東家族合唱團            | 凌晨3點30分－凌晨4點20分           | |
| 谁人乐队                        | 凌晨5點－上午6點5分                | 短暫地被社運人士艾比·霍夫曼打斷。（和樂團無關）                                                      |
| 傑佛森飛船                      | 上午8點－上午9點40分               | 鍵盤手尼基·霍普金斯客串表演                                                                          |

| 表演者                            | 時間                      | 附註                                                      |
| --------------------------------- | ------------------------- | --------------------------------------------------------- |
| 乔·科克尔和油脂樂團               | 下午2點 – 下午3點25分     | 在表演完後，雷雨延誤了音樂節幾個小時。                    |
| 鄉村老喬與魚樂團                  | 下午6點30分－晚上8點      | 鄉村老喬·麥克唐納第二次表演                               |
| 十年之後                          | 晚上8點15分 – 晚上9點15分 |                                                           |
| 樂隊合唱團                        | 晚上10點－晚上10點50分    | 之後被叫回來表演一首安可曲。                              |
| 強尼·溫特                         | 午夜12點－凌晨1點5分      | 他的弟弟愛德嘉·溫特也和他一起表演了三首歌                 |
| 血汗淚合唱團                      | 凌晨1點30分－凌晨2點30分  |                                                           |
| 克羅斯比、史提爾斯、納許與尼爾·楊 | 凌晨3點－凌晨4點          | 有些不插電的表演，而尼爾·楊在不插電的表演中幾乎沒有出現。 |
| 保羅·巴特菲爾德藍調樂團           | 上午6點－上午6點45分      |                                                           |
| Sha Na Na                         | 上午7點30分－上午8點      |                                                           |
| 吉米·亨德里克斯/吉普賽之日與彩虹  | 上午9點 – 上午11點10分    | 表演時觀眾數不到二十萬人。                                |

### 未能出席的嘉宾
Bob Dylan（诺贝尔文学奖得主）
正是在他的支持下，伍德斯托克音乐节成功的举办了（举办地是他家附近的伍德斯托克）。他未能出席，不是因为他拒绝了，相反，他早在七月中旬就就同意于八月三十一日演出Isle of Wight Festival of Music. 然而Dylan的儿子在下飞机时被舱门夹伤，Dylan不得不和妻子在八月十五号乘坐Queen Elizabeth2号去往英国，而那一天正好是伍德斯托克音乐节开幕的日子。Dylan一直不满意有那么多的嬉皮士在他家外面演奏。
The Beatles/John Lennon
对The Beatles未能出席的原因，Woodstockstories.com给出了两个解释。第一个是，音乐会的主办者联系了John Lennon，讨论The Beatles参与演出的事。John Lennon表示可以在音乐节上演出，但前提是The Beatles也能参与曾经拒绝他们的为Yoko Ono’s Plastic Onoband举办的音乐节上演出。网站声称，另一个更可能的解释是，Lennon很想参与演出，但他被尼克松总统禁止从加拿大返回美国。总而言之，The Beatles最后没能出席表演。而且，在1966年8月以后，也就是音乐会举办前的三年间，The Beatles没有再进行任何的现场演出（不包括他们在1969年1月30号进行的屋顶演出）。
Jeff Beck Group
Jeff Beck宁可解散了乐队，也不愿参与伍德斯托克的演出。“我故意在伍德斯托克音乐节前解散了乐队”，Jeff Beck说，“我不想让它被保护”。
The Doors
The Doors被认为是一支很可能参与演出的乐队，但却在最后一刻未能出席。据吉他手Robby Krieger所说，他们拒绝了演出，因为他们认为，这是重复Montery流行音乐节的二流之作，当然，后来他们为这一决定感到后悔。
Led Zeppelin
Led Zeppelin曾被邀请参加演出，他的经纪人Peter Grant说道：“我们被邀请参加伍德斯托克音乐节，大西洋公司对此也很感兴趣，主办方也很热情。但我还是拒绝了，因为在音乐节举办的时候，我们可能就会是另外一个乐队了。”然而，乐队却在一月五号参与了为期两天，共有22支乐队参与演出的第一届亚特兰大国际流行音乐节。而在伍德斯托克音乐节举办的那个周末，Zeppelin正在新泽西的Asbury Park Convention Hall演出。
The Byrds
The Byrds接到了邀请，却选择了拒绝，因为他认为伍德斯托克音乐节与那个夏天举办的其它音乐节没有什么不同，此外，对金钱的考量也是一个重要因素。
Tommy James & the Shondells
他们拒绝了演出，主唱Tommy James后来说到：“我们真想给自己一脚。那个时候，我们正在夏威夷，我的秘书打来电话说‘听着，有一个在纽约养猪的农场主希望你在他的院子里演出’这就是他告诉我的。所以我们拒绝了，几天后，我们才知道，自己错过了什么。”
The Moody Blues
他们最初被列在表演者的名单里，但在那个周末，却与巴黎签订了演出合同。
Spirit
他们同样拒绝了演出的邀请，因为他们已经制定了演出计划，而且他们不知道伍德斯托克音乐节的规模有多大，所以不想放弃原来的演出。
Joni Mitchell
他最初同意参与演出，但却被紧急取消了，因为他的经纪人要求他不能错过日程表上的参与The Dick Cavett Show 的表演。
Lighthouse
他拒绝在伍德斯托克音乐节上表演
Roy Rogers
Lang邀请他参与音乐节的闭幕演出，但遭到了拒绝
Procol Harum
他拒绝了邀请，因为伍德斯托克音乐节开始的日子正是在他结束一次远行之时，并且很巧合的是，那正是吉他手Robin Trower的孩子的预产期。

### 媒體報導
非常少記者到現場採訪。在音樂節的前幾天，全國性的媒體一味的強調音樂節造成的「問題」。紐約每日新聞的頭條寫上「嬉皮節的堵塞交通」和「嬉皮陷入了汪洋般的泥沼」。越到音樂節的後期，報導越趨正向，其中一個原因是父母表示，根據參加音樂節的兒女打回家的電話，許多報導都是錯誤的。
紐約時報報導了音樂節前的花邊和從沃爾基鎮改到伯利恆鎮的事情。紐約時報的記者巴納德‧庫利爾（Barnard Collier），宣稱他受到值班編輯的壓力，叫他寫出負面的錯誤報導。之後在庫利爾激烈的商討，以及威脅上級他不寫報導，直到執行編輯詹姆士‧瑞斯頓（James Reston）同意讓他以他現場的所見所聞，切實地寫出報導。最後的報導提及了交通問題和一些小小的違法，但強調了所有參與者的合作、慷慨和所有人類美好的自然天性。當音樂節結束以後，庫利爾寫了另一篇報導，描述歌迷平和無暴力的音樂節過程以及散場。報導中，引用了醫護室的主管醫師和當地的居民對於遊客的讚揚。
當地唯一的日報，紐約中城的時代先驅記事報，發表社論，抗議沃爾基鎮禁止音樂節的事情。在音樂節舉行期間，他們在周六出版了難得的周末版。他們透過電話連繫現場，並透過機車，經過35英哩幾乎難以通行的交通，運送報導和照片到中城的辦公室。

### 發行

#### 影片
同名紀錄片是由Michael Wadleigh執導，由Thelma Schoonmaker和Martin Scorsese編輯，並在1970年發行。亞提‧克恩菲爾德（創辦人之一）拜訪了華納兄弟的經理弗萊德‧衛恩特勞（Fred Weintraub），希望他能出資拍攝紀錄片。在這之前，亞提拜訪了各地，但都被拒絕了；而弗萊德幾乎成了他的英雄，不透過其他經理的意見，直接冒這個風險，給了克恩菲爾德100,000美金去拍這部紀錄片。伍茲塔克紀錄片後來也反過來幫了華納兄弟度過差點得離開業界的困境。Easy Riders, Raging Bulls這本書詳細紀錄了以上的過程。
衛恩特勞從紐約聚集了約100人的拍攝團隊。而由於沒有薪水可以當下支付給團隊，所以他和團隊協議：如果影片成功，每個人都可以拿到兩倍的酬勞；如果失敗，團隊將作白工。衛恩特勞努力地想呈現嬉皮的音樂，以及他們對當時一些不可抗力的環境與事件（如越戰）的感覺；另一方面他也呈現了鎮上居民們的觀點。
伍茲塔克紀錄片得到了1970年奧斯卡的最佳紀錄片。美國國會圖書館認為這部紀錄片是美國文化的重要象徵之一。1994年，伍茲塔克紀錄片的導演剪輯版發行，也增加了包括Janis Joplin、Jefferson Airplane、Jimi Hendrix和Canned Heat在原來版本沒有收入的表演畫面。2009年，紀錄片重新發行DVD版本。這之後紀錄片也以藍光DVD發行。
另外一部台灣導演李安拍攝的電影《胡士托風波》，在2009年上映。

#### 專輯
一共發行了兩張「原聲帶」專輯。第一張，《伍茲塔克：原音重現》（Woodstock: Music from the Original Soundtrack and More），是三片裝（後來變兩片）的黑膠唱片，現場錄下了大部分演出者一到兩首的演出。一年後，《伍茲塔克二》（Woodstock 2）以兩片裝的黑膠唱片發行。兩張專輯都收錄了表演者在台上對觀眾說的話（如：「（有人說）好像棕酸（意指LSD）並不是太好的東西哦？」、「嘿，如果你認真冥想，也許我們可以停止這場雨。」），和歌與歌之間觀眾的聲音（如因雨暫停中觀眾所唱的歌）。1994年，第三張專輯《伍茲塔克日記》發行。第四張由Atlantic重新發行的4片裝CD版本《伍茲塔克：三天的和平與音樂》，收錄了前三張所有的曲目，以及其他之前未發行的的歌曲，不過未收錄表演者台上的話和觀眾的聲音。
一張名為《Jimi Hendrix : Woodstock》的專輯也在1994年發行，只收錄了Jimi Hendrix在該音樂節的表演。另一個兩片裝的專輯，《Live at Woodstock》則收錄了幾乎所有Jimi Hendrix在伍茲塔克的表演，除了兩首由樂團的節奏吉他手主唱的曲目。
2009年，Joe Cocker發行了一張包含他在音樂祭所有演出的現場專輯。專輯收錄了十一首曲目，其中十首曾經發行。
2009年，Sony BMG和Legacy兩家唱片公司，合作發行了Santana、Janis Joplin、Sly & the Family Stone、Jefferson Airplane和Johnny Winter各自和全部套裝的現場專輯，全套的現場專輯為《The Woodstock Experience》。2009年，Rhino唱片也發行了六片裝的專輯《Woodstock: 40 Years On: Back to Yasgur's Farm》，收錄了一些之前沒有的音樂表演，以及更多台上的話和其他補充。

## 餘波
隔年，麥克斯‧耶斯格拒絕再為音樂祭出租他的牧場。他說：「我覺得我還是回去經營好我的牧場。」耶斯格死於1973年，而他的兒子到現在仍在經營他的牧場。
伯利恆鎮的官員在1969年11月的選舉中失利，因為是他讓音樂節得以在鎮上舉行。紐約州和伯利恆鎮通過了大型集會法，防止任何大規模的音樂節再現。
1984年，土地所有人Louis Nicky和June Gelish在伍茲塔克音樂節舉行的原址，立起了銘有「和平與音樂」（Peace and Music）的紀念碑，由當地附近的布魯明伯格鎮上雕刻家Wayne C. Saward （1957–2009）所刻。
為了阻止回來原址參觀的遊客，土地的所有人在附近灑上了雞糞；一周年的時候，他們還用牽引機和警車作為路障。二十周年的時候，20,000名遊客在沒有事先約好的情況，聚集到了原址。1997年，一個團體搭起了歡迎的路標。和伯利恆鎮不同，伍茲塔克鎮倒是利用了伍茲塔克的名聲。伯利恆鎮的態度在近年來也有所改變：他們現在擁抱這個音樂節，並希望維繫及強化他們和這場盛會的連結。
有將近80起訴訟控告伍茲托克的創辦組織。而利用紀錄片所賺的錢，創辦組織償還了音樂節期間欠下一百四十萬美金的債務。

## 傳奇

### 胡士托的原址
1984年，原址立起了紀念碑。舞台和觀眾區都保留原本的農村風貌。山丘頂部建起了一個演唱廳，而耶斯格農場的原野如今還是有各種不同年齡層的人前來參觀。
1997年，原舞台搭建處和周圍5.7平方公里的區域，被Alan Gerry買下，作為伯利恆伍茲塔克藝術中心（Bethel Woods Center for the Arts）。該中心於2006年7月1日開幕，並由紐約愛樂交響樂團揭開序幕。2006年的8月13日，Crosby, Stills, Nash & Young樂團在音樂節後的37年，再度在此地為16,000人獻唱。
伯利恆伍茲塔克博物館則在2008年的6月開幕。博物館展覽了紀錄片和互動裝置、文獻板以及一些手工品，留下了伍茲塔克音樂節獨有的感受和氛圍──它是到60年代為止，累積幾十年文化變革的最後高潮，至今也是不可抹滅的傳奇故事。

### 胡士托1999年事件
1999 年的胡士托音樂節 (Woodstock ‘99) 是千禧年代的重要慶祝活動，旨在頌讚愛、和平與偉大音樂，但是慶典後來卻淪為一場失控的荒謬鬧劇：縱火、暴動與性侵事件。

### 胡士托音樂節四十周年纪念
2009年時，全世界的媒體都對伍茲塔克40周年的紀念持續追蹤，世界各地也舉行了一些紀念活動。8月15日，伯利恆伍茲塔克藝術中心，也就是音樂節的原址舉辦了8小時的演唱會，票全數賣完，其中包含許多參加1969年伍茲塔克的「校友」。Country Joe McDonald主辦了這場演唱會。這場演唱會最特別的是由Big Brother and the Holding Company演唱了傳奇歌手Janis Joplin的經典歌曲（Janis Joplin當時是和Kozmic Blues Band一起表演的，而Sam Andrew既是Big Brother的吉他首，當時也在Kozmic Blues Band其中。）。演唱會還找來了Canned Heat、Ten Years After、Jefferson Starship、Mountain和頭條人物──Levon Helm的樂團。在伍茲塔克的時候，Levon Helm是The Band樂團的鼓手和主唱之一。Paul Kantner是69年Jefferson Airplane的成員中，現在唯一在Jefferson Starship樂團，並在這次紀念活動表演的成員。當時Grateful Dead的鍵盤手Tom Constanten，也和Jefferson Starship一起表演了幾首曲目。Sha Na Na的Jocko Marcellino則和Canned Heat一起表演。在69年的伍茲塔克開場的Richie Havens，在前一晚的其他紀念活動出席。Crosby, Stills & Nash和Arlo Guthrie在八月初也因為40周年的紀念，在伯利恆鎮有現場演出。
其他的紀念活動像是舉行在英國Hawkhurst, Kent的Summer of Love，請來了兩位有參與伍茲塔克的表演者Country Joe and the Fish的Barry Melton和The Incredible String Band的Robin Williamson，還有Santana和Grateful Dead的Cover團。2009年的8月14和15日，「伊利諾州」的伍茲塔克鎮的紀念演唱會，是所有紀念活動中，唯一有請到「伍茲塔克之父」的活動；他們請到的是亞提‧克恩菲爾德。克恩菲爾德和紀念演唱會的策劃人一同出席。
2009年，麥可‧蘭和Holly George-Warren公司出版了《The Road to Woodstock》。書中描述了整個伍茲塔克音樂藝術節中，蘭參與和投入的部分，也包含了一些重要幹部對於蘭的描述。

### 文化影響
作為一個史上最大的搖滾音樂節，和六零年代末期的文化試金石，伍茲塔克和通俗文化在許多方面有所關連。名詞「伍茲塔克世代」成了一個常見的詞彙。致敬和諷刺的文章及作品，幾乎在音樂節一結束就馬上接二連三的發表。有人認為，查爾斯‧舒茲在史奴比中之所以將小鳥角色取作伍茲塔克，也是向這場音樂節致敬。1970年的四月，由Frank Jacobs撰寫、Sergio Aragonés繪圖，在Mad雜誌上發表了一首詩，名為《我記得，我記得那不可思議的伍茲塔克音樂會》（I Remember, I Remember The Wondrous Woodstock Music Fair），諷刺由於交通堵塞，無法接近而聽不到演唱會的情形。1973年，舞台劇《國家諷刺旅鼠》（National Lampoon Lemmings）中就出現了伍茲「查」克（Woodchuck）音樂節，揶揄了許多當時有上台的表演者。
當代文化持續紀念著伍茲塔克。2010年3月18日，時代雜誌就把「The Who樂團在伍茲塔克──1969年」列為十大「音樂節中的重要時刻」。
2005年，阿根廷作家Edgar Brau出版了《伍茲塔克》，是一首紀念該音樂節的長詩。2007年一月，Words Without Borders出版社出版了該長詩的英文譯版。
牛津大學瓦德漢學院，每年舉辦音樂藝術節在校區的草皮上，命名為伍「德」塔克（Wadstock），命名自伍茲塔克。

## 相册

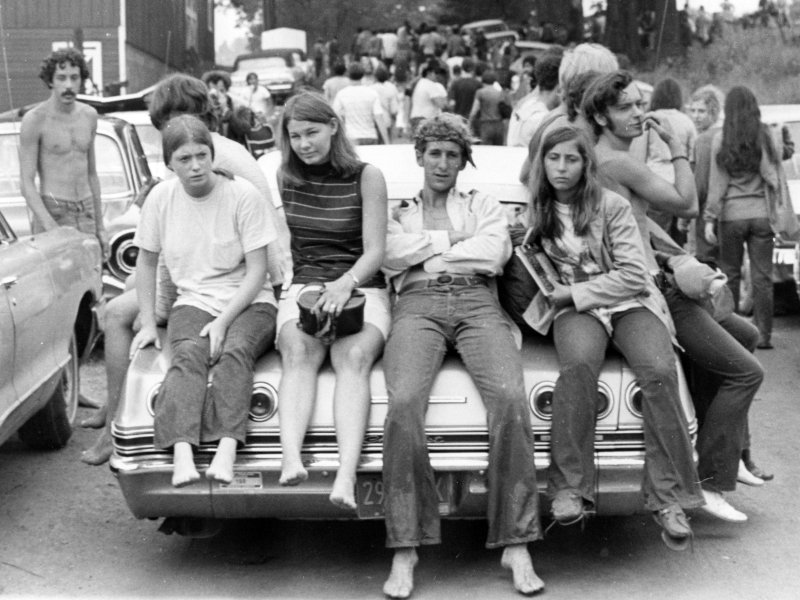
青少年
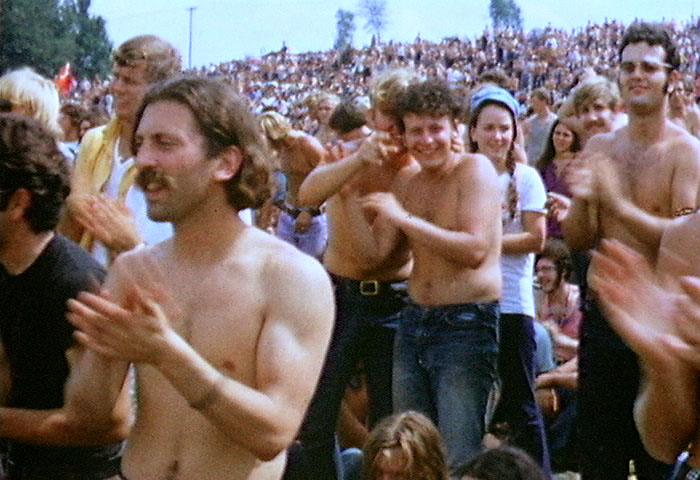
群眾
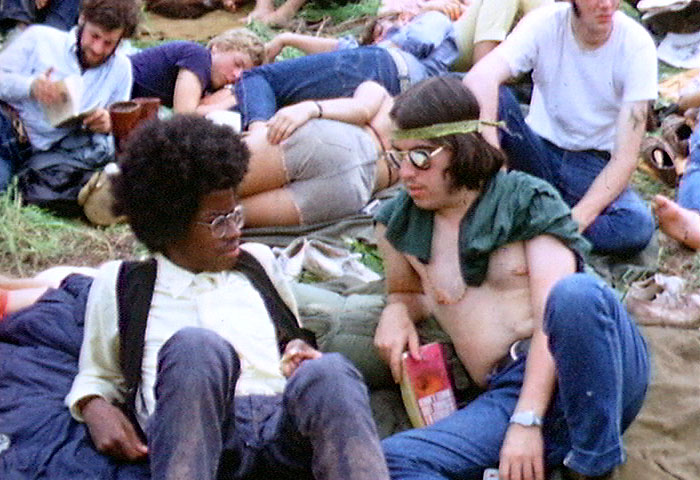
嬉皮
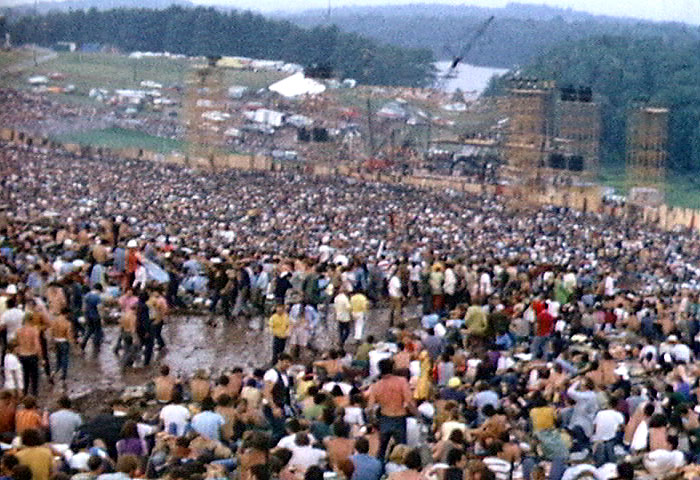
群眾
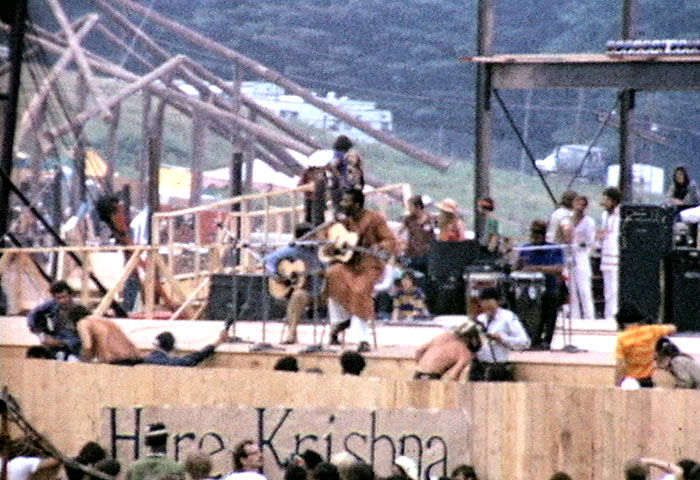
Richie Havens
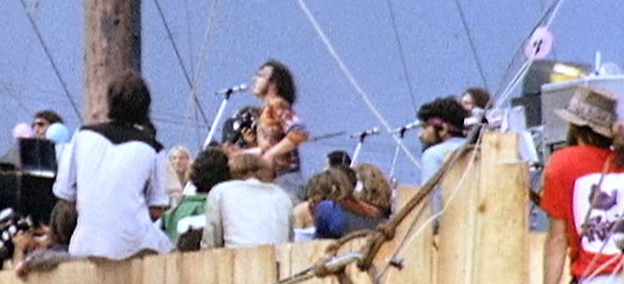
Joe Cocker
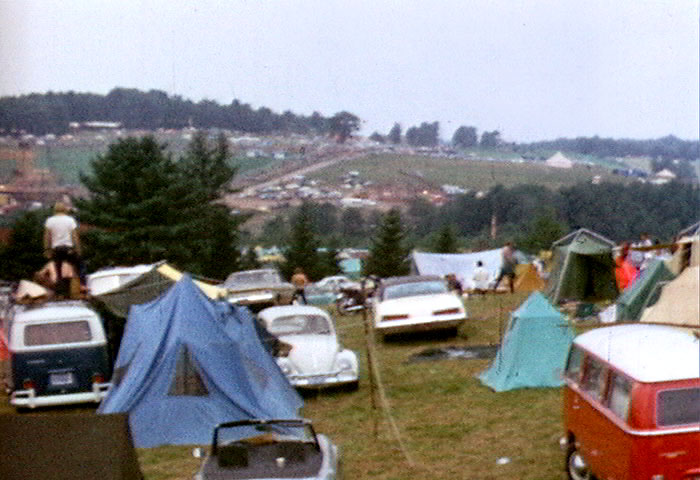
帳篷
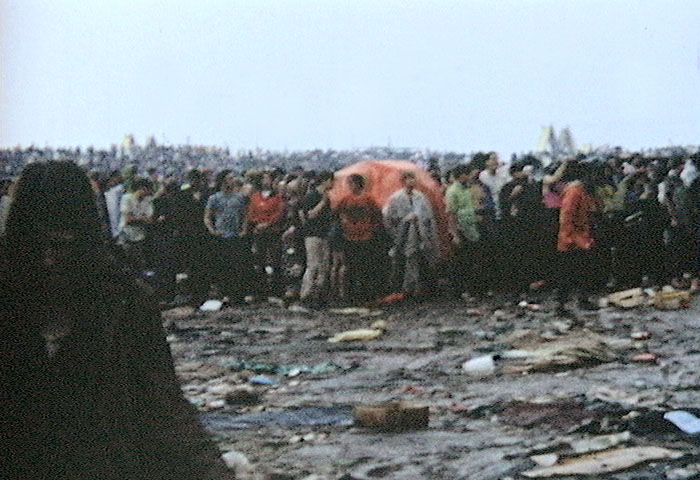
雨後爛泥
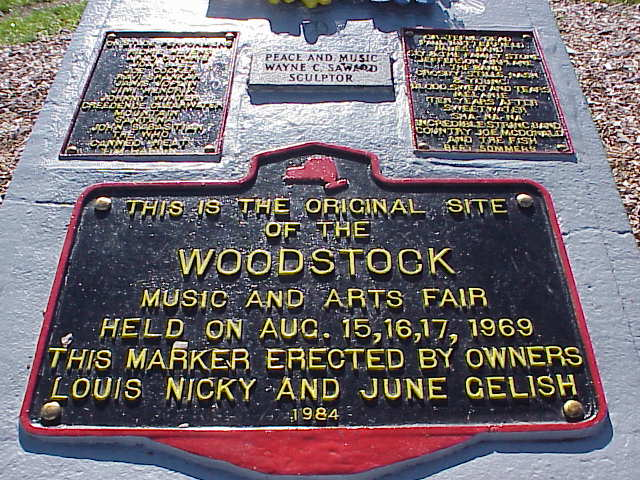
1984年建立的胡士托克音樂節15周年記念碑

## 引用
1. 1 2  Tiber, Elliot (1994). "How Woodstock Happened... Part 1". Times Herald-Record(Reprint from "Woodstock Commemorative Edition"). Archived from the original on January 27, 2010.
2. ↑  . The New York Times. 1969-08-27  [2016-07-20]. ISSN 0362-4331. （原始内容存档于2016-07-30）.
3. 1 2  Kilgannon, Corey. . The New York Times. 2009-03-17  [2016-07-20]. ISSN 0362-4331. （原始内容存档于2021-05-04）.
4. ↑  . 2007-02-09  [2016-07-20]. （原始内容存档于2007-02-09）.
5. 1 2  . ISBN 0-670-14801-6.
6. ↑  . ISBN 1-55652-661-X.
7. ↑  . BBC. 1969-08-18  [2016-07-20]. （原始内容存档于2021-04-13）.
8. ↑  . 2010-02-01  [2016-07-20]. （原始内容存档于2010-02-01）.
9. ↑  . ISBN 0-7570-0293-5.
10. ↑  .   [2016-07-20]. （原始内容存档于2021-04-30）.
11. ↑  Rosenman, Joel; Roberts, John; Pilpel, Robert. . Rosenman, Roberts & Pilpel. 2009-08-05  [2016-07-20]. （原始内容存档于2021-06-09） （英语）.
12. ↑  . 2010-01-29  [2016-07-20]. （原始内容存档于2010-01-29）.
13. ↑  . VH1.   [2016-07-20]. （原始内容存档于2021-04-30）.
14. ↑  Times, Special To The New York. . The New York Times. 1969-08-16  [2016-07-20]. ISSN 0362-4331. （原始内容存档于2016-08-13）.
15. ↑  Woodstock (Motion picture). Warner Brothers. 1970.
16. ↑  Hill, Michael (July 17, 2009). "Happy 40th birthday Woodstock baby, if you exist" （页面存档备份，存于）. The Seattle Times. Associated Press.
17. ↑  Doyle, Michael William (September 25, 2001). "Statement on the Historical and Cultural Significance of the 1969 Woodstock Festival Site" （页面存档备份，存于）. Woodstock – Preservation Archives.
18. 1 2  Woodstock Now & Then （页面存档备份，存于）. VH1 (Documentary). 2009.
19. 1 2  Shapiro, Harry; Glebbeek, Caesar (1995). Jimi Hendrix, Electric Gypsy （页面存档备份，存于）. Macmillan. pp. 384–85. ISBN 978-0-312-13062-6.
20. ↑  Cross, p. 272
21. ↑  Daley, Mark (2006). "Chapter5: Land of the Free. Jimi Hendrix: Woodstock Festival, August 18, 1969" （页面存档备份，存于）. In Inglis, Ian. Performance and Popular Music: History, Place and Time. Aldershot: Ashgate Publishing, Ltd. p. 57. ISBN 0-7546-4057-4.
22. ↑  Collier, Barnard L. (August 18, 1969). "Tired Rock Fans Begin Exodus" （页面存档备份，存于）. The New York Times.
23. ↑  Warner, Simon (May 2004). Bennett, Andy, ed. Remembering Woodstock. Ashgate Publishing. ISBN 0-7546-0714-3.
24. ↑  "Parnelli Innovator Honoree, Father of Festival Sound" （页面存档备份，存于）. Front of House. September 2006.
25. ↑  Hopkins, Jerry (1970). Festival! The Book of American Music Celebrations. New York: Macmillan Publishing. ISBN 0-02-580170-8.
26. ↑  "From Live Peace in Toronto to the Thin End of Wedgies in Soweto" （页面存档备份，存于）. The Hidden Years. 3rd Ear Music. Retrieved July 30, 2011.
27. ↑  . woodstock.com.   [2015-07-02]. （原始内容存档于2021-05-06）.
28. ↑  . Sri Swami Satchidananda.   [2015-07-02]. （原始内容存档于2018-12-05）.
29. ↑  . rollingstone.com.   [2017-03-13]. （原始内容存档于2018-06-29）.
30. ↑  "Shrieve, Michael." Encyclopedia of Popular Music, 4th ed. Ed. Colin Larkin. Oxford Music Online.Oxford University Press. Web.
31. ↑  "West, Leslie." Encyclopedia of Popular Music, 4th ed. Ed. Colin Larkin. Oxford Music Online.Oxford University Press. Web
32. ↑  . . 2006-09-24  [2008-10-03]. （原始内容存档于2015-04-28）.
33. ↑  . newyorker.com.   [2015-07-02]. （原始内容存档于2021-04-17）.
34. ↑  . WPI.   [2020-04-10]. （原始内容存档于2015-09-11）.
35. ↑  Bob Dylan. . : 116. ISBN 0-7435-4309-2.
36. 1 2  Liner notes to Tommy James and the Shondells: Anthology (album #R2 70920); compilation produced by Bill Inglot and Gary Peterson; Rhino Records Inc.; pp8&12.
37. ↑  Carson, Annette, Jeff Beck: Crazy Fingers （页面存档备份，存于）, San Francisco : Backbeat Books, 2001. Cf. pg 96 （页面存档备份，存于）.
38. ↑  . Doors.com. 1996-07-03  [2011-07-30]. （原始内容存档于2006年7月15日）.
39. ↑  Lewis, Dave. . Omnibus Press. 1997. ISBN 978-0-7119-5307-9.
40. ↑  Johnny Rogan. . Rogan House, London. : 293. ISBN 0-9529540-1-X.
41. ↑  .   [2009-04-15]. （原始内容存档于2021-04-17）.
42. ↑  Liner notes on their album "Clear"
43. ↑  Frank Houston. . Taking Woodstock. Salon.com. 2000-04-04  [2011-04-09]. （原始内容存档于2011-02-01）.
44. ↑  . Daily News (New York) (JoniMitchell.com). 1998-08-13  [2011-04-09]. （原始内容存档于2021-02-25）.
45. ↑  Bush, John, "Biography", Allmusic
46. ↑  "Historicity of Woodstock Music and Art Fair" （页面存档备份，存于）.
47. ↑  Fornatale, Pete (2009). Back to the Garden: The Story of Woodstock. Simon & Schuster. ISBN 9781416591191.
48. ↑  Shepard, Richard F. (July 23, 1969). "Pop Rock Festival Finds New Home" （页面存档备份，存于）. The New York Times. Retrieved September 7, 2009.
49. ↑  Israel, Steve (August 13, 2009). "Woodstock media frenzy as date draws closer" （页面存档备份，存于）.Times Herald-Record. Retrieved July 30, 2011.
50. ↑  Mankin, Bill (March 4, 2012). "We Can All Join In: How Rock Festivals Helped Change America" （页面存档备份，存于）. Like the Dew.
51. ↑  Charles M. Schulz, The Complete Peanuts, 1967-1968, New York, Fantagraphic Books, pp. 41-42, 83, 207, 227-228.
52. ↑  "R.I.P. Richie Havens, Musician" 的存檔，存档日期2013-04-26.. Mad. April 1970. Retrieved April 23, 2013.
53. ↑  Clarke, Craig. "Original Off-Broadway Cast, National Lampoon's Lemmings" 的存檔，存档日期2010-10-28.. Green Man Review. Retrieved March 22, 2010.
54. ↑  Fletcher, Dan (March 18, 2010). "The Who at Woodstock – 1969" （页面存档备份，存于）. 時代雜誌. RetrievedAugust 1, 2013.
55. ↑  "Edgar Brau" （页面存档备份，存于）. Words Without Borders. Retrieved May 2, 2010.
56. ↑  "Wadstock" （页面存档备份，存于）. www.wadham.ox.ac.uk. Retrieved 2016-04-30.

## 外部連結
- Bethel Woods Center for the Arts & The Museum at Bethel Woods （页面存档备份，存于）
- Official Site （页面存档备份，存于） for Woodstock 2009 (under construction)
- 1969 Woodstock Festival & Concert （页面存档备份，存于）
- "Woodstock: A New Nation", Book excerpt from "Aquarius Rising" by Robert Santelli （页面存档备份，存于）
- 中的“Woodstock”
- Woodstock Museum （页面存档备份，存于）
- Woodstock En Bauce
- The Woodstock Project （页面存档备份，存于）